# Arthur Lohse

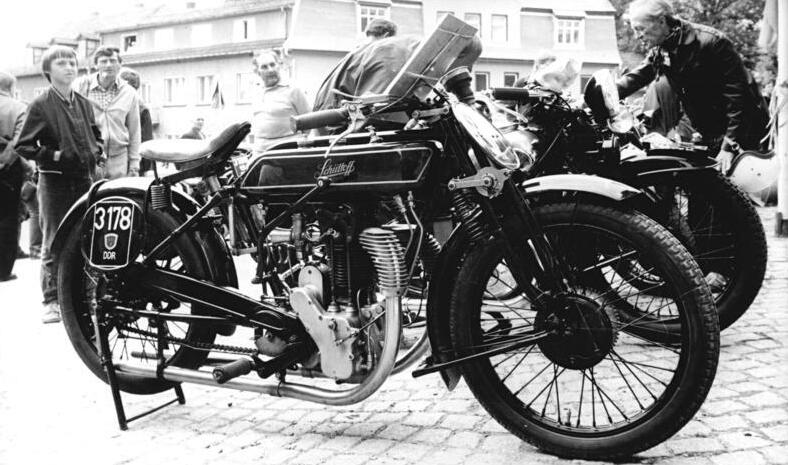
350-cm³-Schüttoff aus dem Jahr 1924

Arthur Lohse (bl. 1920er-Jahre) war ein deutscher Motorradrennfahrer.

## Karriere
Arthur Lohse aus Chemnitz siegte im Mai 1925 auf Schüttoff beim 350er-Lauf der Dreiecksfahrt im Erzgebirge auf dem Marienberger Dreieck. Dies war der erste größere Sieg des Chemnitzer Herstellers, der in diesem Jahr erstmals überhaupt ins Renngeschehen eingriff. Im Juli gewann er auf Schüttoff Typ D die Deutsche Motorrad-Straßenmeisterschaft des ADAC sowie den Titel in der 350-cm³-Klasse der Deutschen Meisterschaft des DMV. In diesem und im vorangegangenen Jahr veranstalteten ADAC und DMV noch getrennte Meisterschaften. Der DMV fuhr seine Titel bereits ab 1924 in mehreren Läufen aus, während der ADAC den Deutschen Meister bis 1925 in nur einem Wertungslauf im Rahmen des Schleizer Dreieckrennens auf dem Schleizer Dreieck bestimmte. Der leichtgewichtige Lohse war dabei beim Rennen auf der Thüringer Naturrennstrecke auf seiner nur 90 kg schweren Maschine mit einer Durchschnittsgeschwindigkeit von 83,10 km/h Tagesschnellster. Weitere Siege gelangen Lohse in diesem Jahr in der 350er-Klasse noch bei kleineren Rennen in Merseburg sowie bei Bergrennen in Naumburg, Ilmenau, am Wolfsberg, am Großen Inselsberg sowie beim Bockauer Jägerhausrennen.
Im Jahr 1926 verteidigte Arthur Lohse auf Schüttoff seinen 350er-Titel in der mittlerweile zusammengelegten Deutschen Straßenmeisterschaft. 1927 siegte er beim erstmals ausgetragenen Badberg-Viereck-Rennen auf dem späteren Sachsenring.

## Statistik

### Erfolge
- 1925 – Deutscher Motorradmeister (ADAC) auf Schüttoff
- 1925 – Deutscher 350-cm³-Meister (DMV) auf Schüttoff
- 1926 – Deutscher 350-cm³-Meister auf Schüttoff

### Rennsiege
| Jahr | Klasse  | Maschine  | Rennen                      | Strecke              |
| ---- | ------- | --------- | --------------------------- | -------------------- |
| 1925 | 350 cm³ | Schüttoff | Dreiecksfahrt im Erzgebirge | Marienberger Dreieck |
| 1925 | 350 cm³ | Schüttoff | Schleizer Dreieck-Rennen    | Schleizer Dreieck    |
| 1926 | 350 cm³ | Schüttoff | Marienberger Dreieckrennen  | Marienberger Dreieck |
| 1927 | 350 cm³ | Schüttoff | I. Badberg-Viereck-Rennen   | Badberg-Viereck      |